# Mutuavi
Mutuavi ist ein Motu des Atolls Sikaiana und gehört zur Malaita-Provinz, Salomonen.